# 龍淵郡
龍淵郡（リョンヨンぐん）は朝鮮民主主義人民共和国黄海南道に属する郡。

## 地理

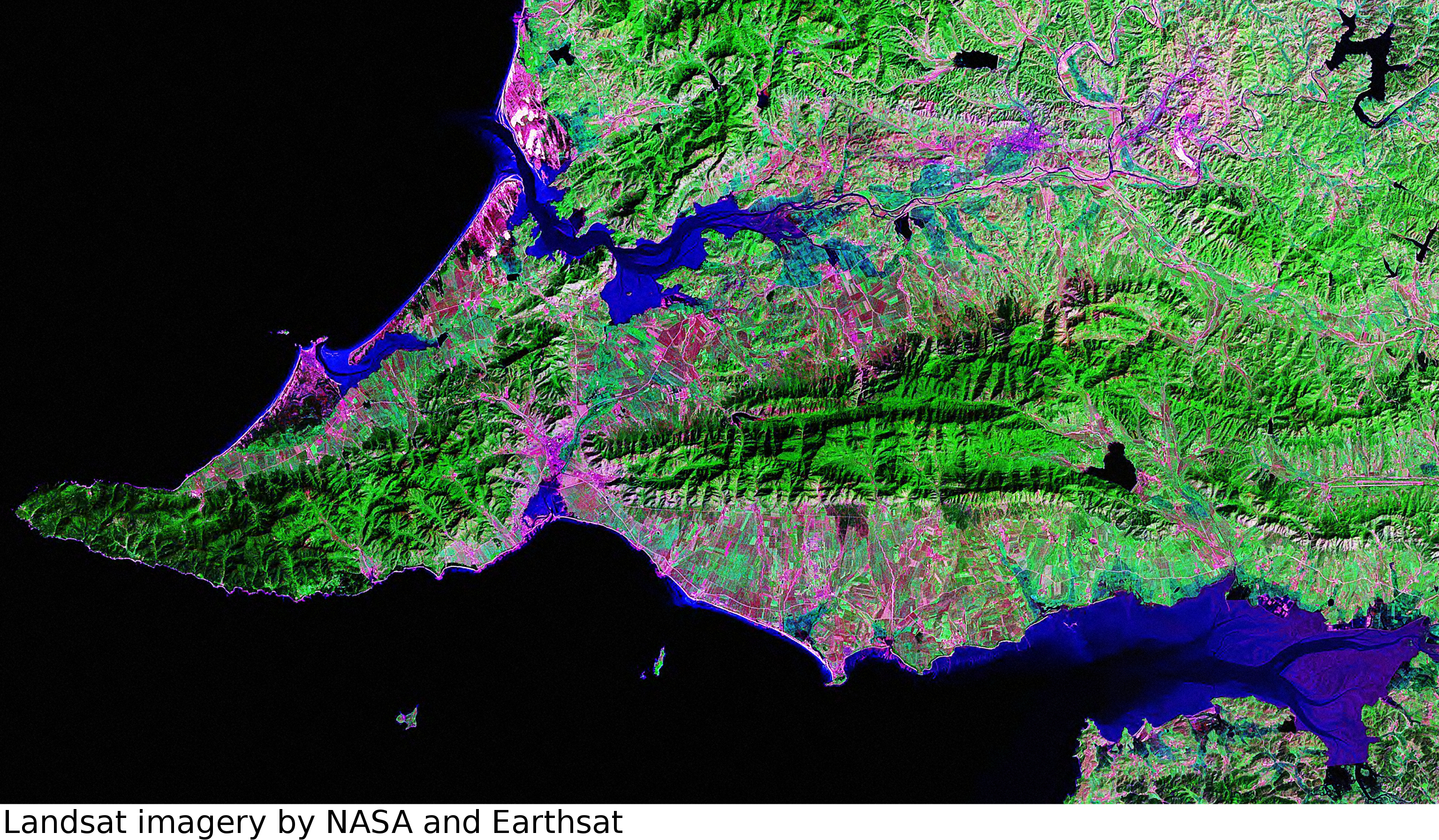
衛星写真

西の黄海に伸びた龍淵半島を抱える郡で、北に長淵郡、東に苔灘郡と境界を接する。
龍淵半島の突端には長山串（장산곶/チャンサンゴッ、ちょうざんかん）の岬がある。半島北岸には夢金浦（몽금포/モングンポ）の町があり、長山串から続く砂丘は名勝地として知られる。半島南岸は大東湾を隔てて甕津半島と向かい合っており、九味浦（구미포/クミポ）がやはり景勝地として知られている。
長山串の沖合には大韓民国が実効支配する白翎島がある。

## 行政区画
1邑・20里を管轄する。
| - 龍淵邑（リョンヨヌプ） - 佳坪里（カピョンニ） - 古県里（コヒョンニ） - 谷井里（コクチョンニ） - 九味里（クミリ） - 芹轆里（クルロンニ） - 南倉里（ナムチャンニ） - 登山里（トゥンサンニ） - 龍井里（リョンジョンニ） - 龍湖里（リョンホリ） - 夢金浦里（モングンポリ） | - 烽台里（ポンテリ） - 寺原里（サウォンニ） - 石橋里（ソッキョリ） - 船浦里（ソンポリ） - 蓴渓里（スンゲリ） - 吾叉鎮里（オチャジンニ） - 院村里（ウォンチョンニ） - 長山里（チャンサンニ） - 平村里（ピョンチョンニ） - 香草里（ヒャンチョリ） |

## 歴史
もともとは長淵郡の一部であった。

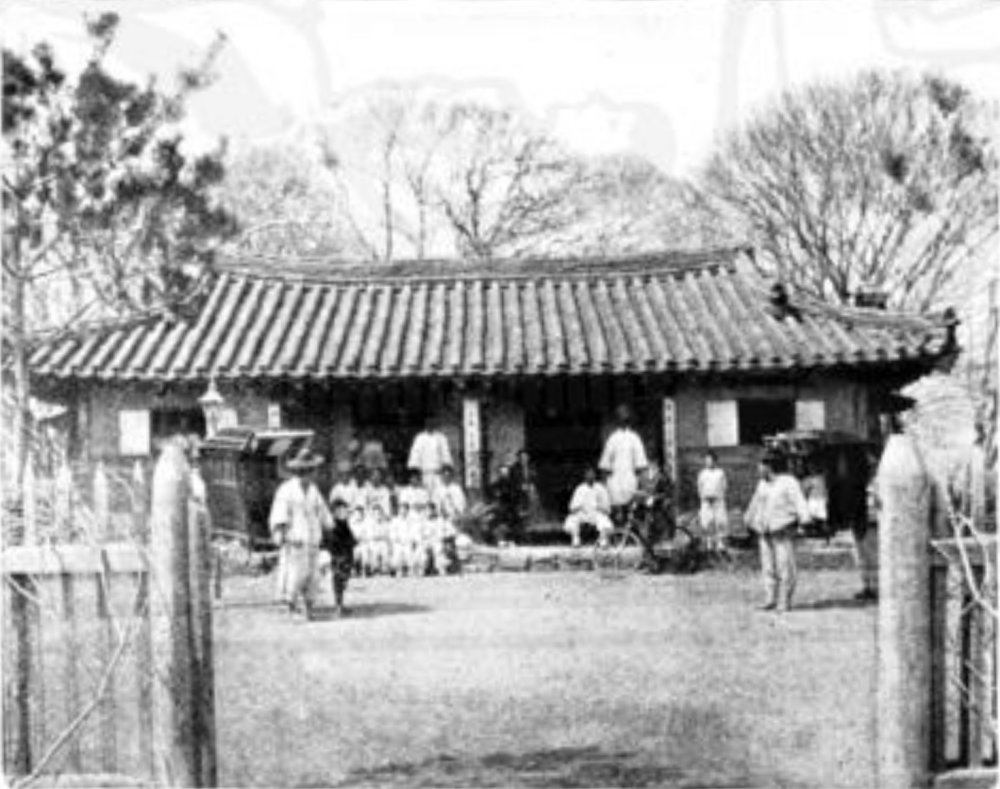
ソレ教会（松川教会）、1895年撮影

朝鮮のキリスト教史上では、1884年にプロテスタントの教会堂がはじめて建設された土地として知られる。中国で受洗した朝鮮人信徒・徐相崙らによって龍淵半島南岸の九味浦付近（当時の長淵郡大救面松川里、現・龍淵郡九味里）にはじめて建設されたソレ教会（松川教会）で、バプテスト派や長老派の宣教の拠点となった。
1952年、北朝鮮の行政区画再編により、長淵郡南部が分割され、龍淵郡が編成された。

### 年表
この節の出典
- 1952年12月 - 郡面里統廃合により、黄海道長淵郡海安面・大救面および龍淵面の一部地域をもって、龍淵郡を設置。龍淵郡に以下の邑・里が成立。(1邑15里)
  - 龍淵邑・龍湖里・船浦里・佳坪里・寺原里・龍井里・芹轆里・石橋里・平村里・烽台里・蓴渓里・夢金浦里・長山里・吾叉鎮里・九味里・金水里
- 1954年10月 - 黄海道の分割により、黄海南道龍淵郡となる。(1邑15里)
- 1961年3月 - 苔灘郡院村里・香草里・古県里・谷井里を編入。(1邑19里)
- 1967年10月 - 院村里の一部が分立し、南倉里が発足。(1邑20里)
- 1983年1月 - 金水里が登山里に改称。(1邑20里)

## 産業
夢金浦では珪砂を産出する。